# ناحیه فورست، شهرستان چبویگان، میشیگان
ناحیه فورست (به انگلیسی: Forest Township) یک منطقهٔ مسکونی در ایالات متحده آمریکا است که در شهرستان چبویگان، میشیگان واقع شده‌است.
 ناحیه فورست ۱۸۰٫۱ کیلومتر مربع مساحت و ۱٬۰۴۵ نفر جمعیت دارد و ۲۶۳٫۰۵ متر بالاتر از سطح دریا واقع شده‌است.